# Owenia fusiformis
Owenia fusiformis ist ein röhrenbauender, eingeschränkt mobiler, als Filtrierer lebender Vielborster (Polychaeta), der als Kosmopolit in Meeren weltweit zu finden ist.

## Merkmale
Owenia fusiformis hat einen eher kurzen, vorn zylindrischen und hinten etwas abgeflachten Körper, der bei einer Länge von bis zu 10 cm etwa 30 Segmente zählt und eine grünliche bis gelbliche Färbung mit blasseren drüsigen Streifen hat.
Der Kopf trägt eine Tentakelkrone mit 6 kurzen, membranösen Fortsätzen, die zu zahlreichen auffälligen Lappen eingeschnitten sind, und am Ende einen dreilappigen Mund. Die ersten drei borstentragenden Segmente, die den Thorax bilden, sind kurz und nur mit Notopodien besetzt. Die darauf folgenden, meist etwa 15 bis 20 Segmente, die das Abdomen bilden, haben Parapodien mit Notopodien und Neuropodien. Die letzten Segmente am Körperende sind dagegen wieder kurz. Die Borsten der Notopodien am Thorax sind stachelige kapillarartige Borsten und sitzen direkt an der Epidermis; die Borsten des dritten Borstenbündels sind kürzer als die anderen; die Notopodien tragen keine Parapodienlappen. Die Neuropodien des Abdomens sind breite, abgeflachte Tori mit vielen kleinen, zweizähnigen Haken. Die Borsten der Notopodien des Abdomens gleichen denen am Thorax und sitzen ebenfalls direkt an der Epidermis. Das Pygidium ist mit kleinen, runden Papillen besetzt.

## Wohnröhre
Die aus groben mineralischen Partikeln mit körpereigenem Schleim zusammenzementierte Wohnröhre ist zylindrisch und mit Sandkörnern und Schalenfragmenten dicht überzogen, wobei die Stückchen einander wie Dachziegel überlappen.

## Verbreitung und Lebensraum
Owenia fusiformis ist als Kosmopolit sowohl im Pazifischen Ozean und Indischen Ozean als auch im Atlantischen Ozean einschließlich des Mittelmeers und der Nordsee bis zum Öresund verbreitet. Der Polychaet lebt in der Gezeitenzone und etwa darunter auf verschiedenen Untergründen, doch braucht er zum Bau seiner Wohnröhre Sand, Kies und Schalenstücke. Er vermag mit seiner Röhre umherzukriechen und so seinen Standort zu verändern.

## Entwicklungszyklus
Owenia fusiformis ist getrenntgeschlechtlich. Sie wird etwa 3 Jahre alt und kann sich einmal im Jahr paaren. Bei geschlechtsreifen Tieren sind die Coelomräume der hinteren Segmente mit Gameten angefüllt, die über zwei Poren am After entlassen werden, so dass die Befruchtung im freien Meerwasser stattfindet. Ein Weibchen kann je nach Größe 6000 bis 85.000 Eier auf einmal legen. Innerhalb von 24 Stunden ab der Befruchtung entsteht eine Mitraria-Larve, die sich in 2 bis 3 Tagen zu einer aktiv schwimmenden Trochophora-Larve entwickelt. Das pelagische Stadium als Zooplankton dauert etwa 4 Monate, bis die reife Larve, findet sie ein geeignetes Substrat, zu Boden sinkt und zu einem kriechenden Wurm metamorphosiert.

## Ernährung
Owenia fusiformis ernährt sich als Filtrierer von Detritus.